# Leichtathletik-Weltmeisterschaften 2009/Teilnehmer (Indien)
| Gelbes Symbol für Goldmedaillen mit stilisierten Olympischen Ringen | Graues Symbol für Silbermedaillen mit stilisierten Olympischen Ringen | Braundes Symbol für Bronzemedaillen mit stilisierten Olympischen Ringen |
| ------------------------------------------------------------------- | --------------------------------------------------------------------- | ----------------------------------------------------------------------- |
| —                                                                   | —                                                                     | —                                                                       |

Der indische Leichtathletik-Verband stellte sechs Athleten bei den Leichtathletik-Weltmeisterschaften 2009 in Berlin.

## Ergebnisse

### Männer

#### Laufdisziplinen
| Athlet           | Disziplin    | Vorlauf | Vorlauf | Halbfinale | Halbfinale | Finale          | Finale |
| Athlet           | Disziplin    | Zeit    | Platz   | Zeit       | Platz      | Zeit            | Platz  |
| ---------------- | ------------ | ------- | ------- | ---------- | ---------- | --------------- | ------ |
| Surendra Singh   | 10.000 m     |         |         |            |            | 28:35,51 min SB | 19     |
| Babubhai Panucha | 20 km Gehen  |         |         |            |            | 1:23:06 h NR    | 19     |
| Joseph Abraham   | 400 m Hürden | DSQ     | DSQ     | –          | –          | –               | –      |

### Frauen

#### Sprung/Wurf
| Athletin       | Disziplin  | Qualifikation | Qualifikation | Finale             | Finale             |
| Athletin       | Disziplin  | Weite/Höhe    | Platz         | Weite/Höhe         | Platz              |
| -------------- | ---------- | ------------- | ------------- | ------------------ | ------------------ |
| Seema Antil    | Diskuswurf | 59,85 m SB    | 15            | nicht qualifiziert | nicht qualifiziert |
| Krishna Poonia | Diskuswurf | 56,75 m       | 28            | nicht qualifiziert | nicht qualifiziert |

#### Siebenkampf
| Athletin             | Disziplin | 100 m Hürden | Hochsprung | Kugelstoßen | 200 m   | Weitsprung | Speerwurf | 800 m       | Punkte | Platz |
| -------------------- | --------- | ------------ | ---------- | ----------- | ------- | ---------- | --------- | ----------- | ------ | ----- |
| Sushmitha Singha Roy | Ergebnis  | 14,55 s      | 1,62 m     | 11,15 m     | 25,65 s | 5,43 m     | 36,03 m   | 2:36,13 min | 4983   | 26    |
| Sushmitha Singha Roy | Punkte    | 902          | 759        | 605         | 828     | 680        | 591       | 618         | 4983   | 26    |